# Iglesia de San Quirico y Santa Julita
La iglesia de San Quirico y Santa Julita es un edificio situado en el concejo español de Ullívarri Cuartango, en la provincia de Álava.

## Descripción
El edificio se encuentra en el concejo español de Ullívarri Cuartango, del municipio de Cuartango, perteneciente a la provincia de Álava, en la comunidad autónoma del País Vasco. Se menciona como iglesia parroquial del lugar en el decimoquinto volumen del Diccionario geográfico-estadístico-histórico de España y sus posesiones de Ultramar de Pascual Madoz, donde aparece descrita con las siguientes palabras: «igl. parr. (San Quirico y Sta. Julita) servida por un beneficiado». En el tomo de la Geografía general del País Vasco-Navarro dedicado a Álava y escrito por Vicente Vera y López, se dice lo siguiente: «Forma parroquia con Apricano y su iglesia está dedicada á San Quirico y Santa Justa».